# Charly (Cher)
Pour les articles homonymes, voir Charly.
Charly est une commune française située dans le département du Cher en région Centre-Val de Loire.

## Géographie
Le territoire de la commune est traversé par la rivière de l'Airain.
La commune fait partie du canton de Nérondes ; en 2015, à la suite du redécoupage des cantons du département, elle fera partie du canton de La Guerche-sur-l'Aubois,.

### Climat
Pour des articles plus généraux, voir Climat du Centre-Val de Loire et Climat du Cher.
En 2010, le climat de la commune est de type climat océanique dégradé des plaines du Centre et du Nord, selon une étude du CNRS s'appuyant sur une série de données couvrant la période 1971-2000. En 2020, Météo-France publie une typologie des climats de la France métropolitaine dans laquelle la commune est exposée à un climat océanique altéré et est dans la région climatique  Centre et contreforts nord du Massif Central, caractérisée par un air sec en été et un bon ensoleillement. 
Pour la période 1971-2000, la température annuelle moyenne est de 10,9 °C, avec une amplitude thermique annuelle de 16,1 °C. Le cumul annuel moyen de précipitations est de 778 mm, avec 11,5 jours de précipitations en janvier et 7,3 jours en juillet. Pour la période 1991-2020, la température moyenne annuelle observée sur la station météorologique la plus proche, située sur la commune d'Ourouer-les-Bourdelins à 5 km à vol d'oiseau, est de 11,8 °C et le cumul annuel moyen de précipitations est de 791,0 mm,. Pour l'avenir, les paramètres climatiques de la commune estimés pour 2050 selon différents scénarios d'émission de gaz à effet de serre sont consultables sur un site dédié publié par Météo-France en novembre 2022.
| Mois                                  | jan.             | fév.           | mars           | avril         | mai             | juin          | jui.          | août           | sep.            | oct.            | nov.             | déc.             | année      |
| ------------------------------------- | ---------------- | -------------- | -------------- | ------------- | --------------- | ------------- | ------------- | -------------- | --------------- | --------------- | ---------------- | ---------------- | ---------- |
| Température minimale moyenne (°C)     | 1,3              | 1,1            | 2,9            | 5             | 8,7             | 11,9          | 13,7          | 13,7           | 10,4            | 8,2             | 4,3              | 1,8              | 6,9        |
| Température moyenne (°C)              | 4,2              | 4,9            | 7,9            | 10,6          | 14,3            | 17,9          | 20            | 20             | 16,2            | 12,6            | 7,7              | 4,7              | 11,8       |
| Température maximale moyenne (°C)     | 7,1              | 8,6            | 12,8           | 16,1          | 20              | 23,9          | 26,4          | 26,2           | 21,9            | 17              | 11               | 7,6              | 16,6       |
| Record de froid (°C) date du record   | −14,1 12.01.1999 | −13,3 09.02.12 | −11,8 01.03.05 | −5,3 11.04.03 | −0,6 06.05.19   | 1,9 04.06.01  | 3,8 17.07.00  | 2,1 30.08.1993 | −0,8 14.09.1996 | −8,6 30.10.1997 | −10,7 24.11.1998 | −12,4 30.12.1996 | −14,1 1999 |
| Record de chaleur (°C) date du record | 17,6 30.01.02    | 21,7 27.02.19  | 24,9 31.03.21  | 28,5 30.04.05 | 30,7 15.05.1992 | 39,1 27.06.11 | 40,6 25.07.19 | 40,3 05.08.03  | 35,8 14.09.20   | 31,4 13.10.23   | 24,7 07.11.15    | 17,7 07.12.00    | 40,6 2019  |
| Précipitations (mm)                   | 59               | 51,5           | 52             | 69            | 84,2            | 65,4          | 64,8          | 63,6           | 65,7            | 72,1            | 74               | 69,7             | 791        |

## Urbanisme

### Typologie
Au 1er janvier 2024, Charly est catégorisée commune rurale à habitat très dispersé, selon la nouvelle grille communale de densité à 7 niveaux définie par l'Insee en 2022.
Elle est située hors unité urbaine. Par ailleurs la commune fait partie de l'aire d'attraction de Bourges, dont elle est une commune de la couronne,. Cette aire, qui regroupe 111 communes, est catégorisée dans les aires de 50 000 à moins de 200 000 habitants,.

### Occupation des sols
L'occupation des sols de la commune, telle qu'elle ressort de la base de données européenne d’occupation biophysique des sols Corine Land Cover (CLC), est marquée par l'importance des territoires agricoles (93 % en 2018), une proportion sensiblement équivalente à celle de 1990 (93,1 %). La répartition détaillée en 2018 est la suivante : 
terres arables (60,1 %), prairies (31,7 %), forêts (6,7 %), zones agricoles hétérogènes (1,1 %), zones urbanisées (0,2 %), eaux continentales (0,2 %).
L'évolution de l’occupation des sols de la commune et de ses infrastructures peut être observée sur les différentes représentations cartographiques du territoire : la carte de Cassini (XVIIIe siècle), la carte d'état-major (1820-1866) et les cartes ou photos aériennes de l'IGN pour la période actuelle (1950 à aujourd'hui).

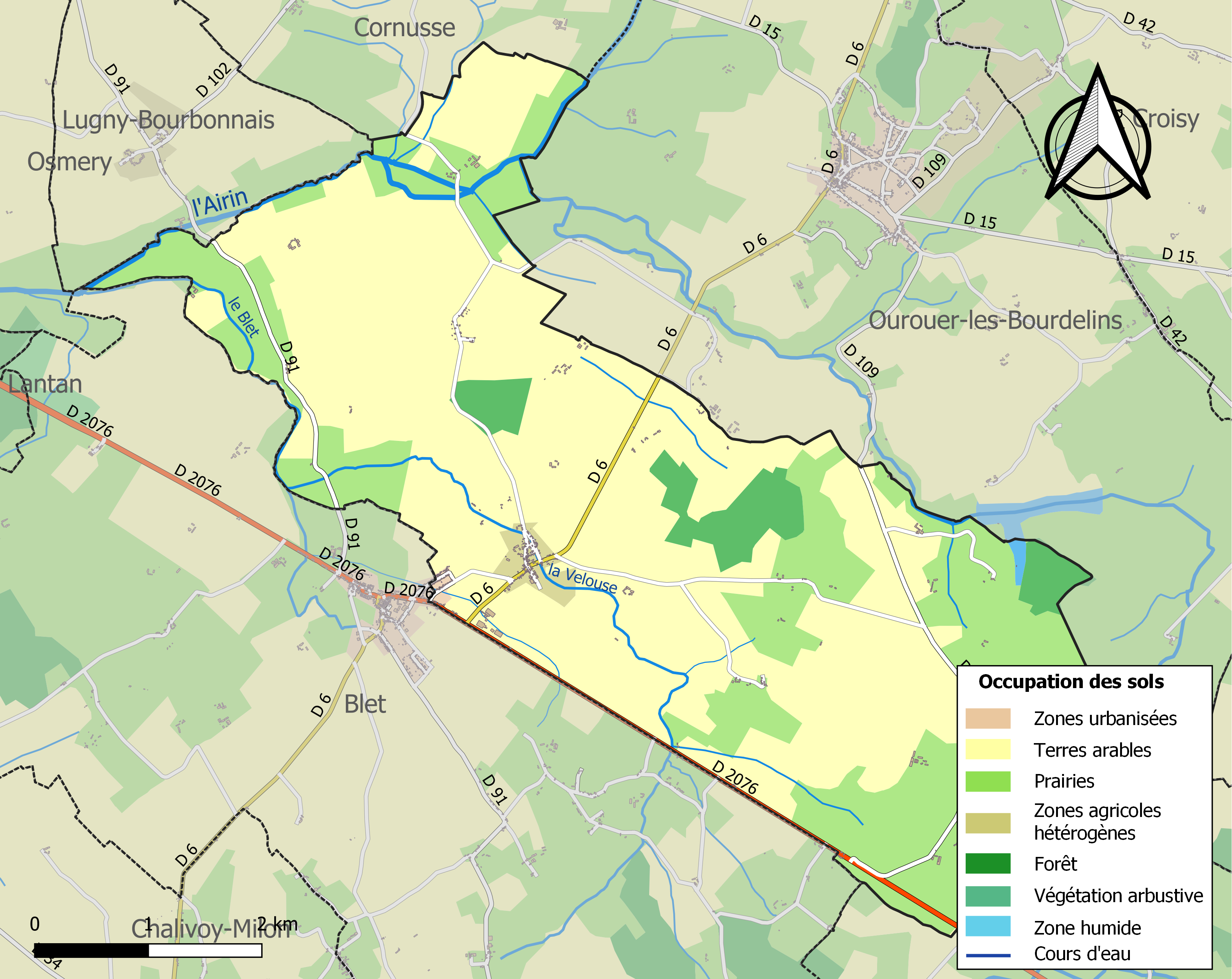
Carte des infrastructures et de l'occupation des sols de la commune en 2018 (CLC).

### Risques majeurs
Le territoire de la commune de Charly est vulnérable à différents aléas naturels : météorologiques (tempête, orage, neige, grand froid, canicule ou sécheresse), mouvements de terrains et séisme (sismicité faible). Un site publié par le BRGM permet d'évaluer simplement et rapidement les risques d'un bien localisé soit par son adresse soit par le numéro de sa parcelle.

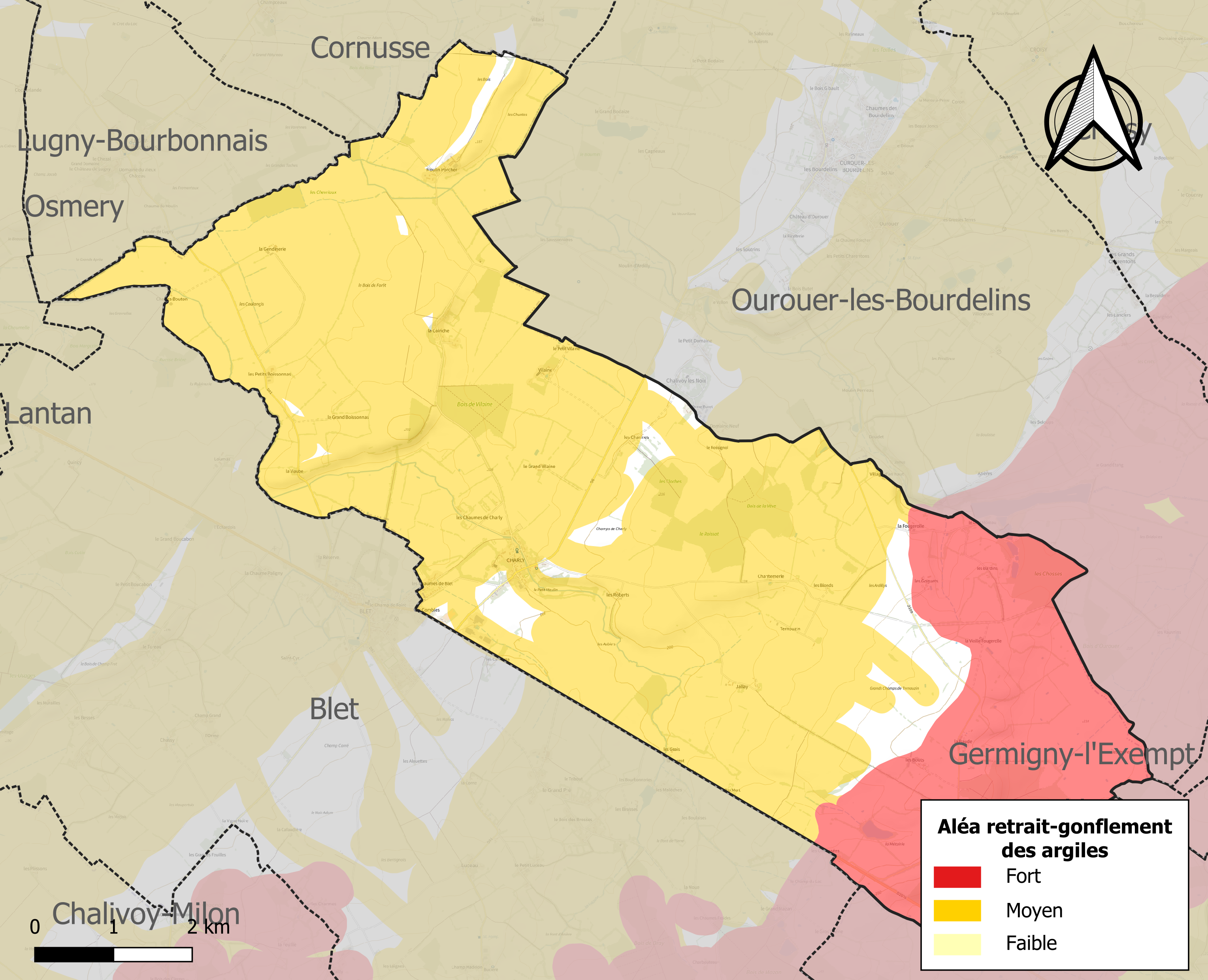
Carte des zones d'aléa retrait-gonflement des sols argileux de Charly.

La commune est vulnérable au risque de mouvements de terrains constitué principalement du retrait-gonflement des sols argileux. Cet aléa est susceptible d'engendrer des dommages importants aux bâtiments en cas d’alternance de périodes de sécheresse et de pluie. 94,1 % de la superficie communale est en aléa moyen ou fort (90 % au niveau départemental et 48,5 % au niveau national). Sur les 174 bâtiments dénombrés sur la commune en 2019, 162 sont en aléa moyen ou fort, soit 93 %, à comparer aux 83 % au niveau départemental et 54 % au niveau national. Une cartographie de l'exposition du territoire national au retrait gonflement des sols argileux est disponible sur le site du BRGM,.
Concernant les mouvements de terrains, la commune a été reconnue en état de catastrophe naturelle au titre des dommages causés par la sécheresse en 2018 et 2020 et par des mouvements de terrain en 1999.

## Histoire

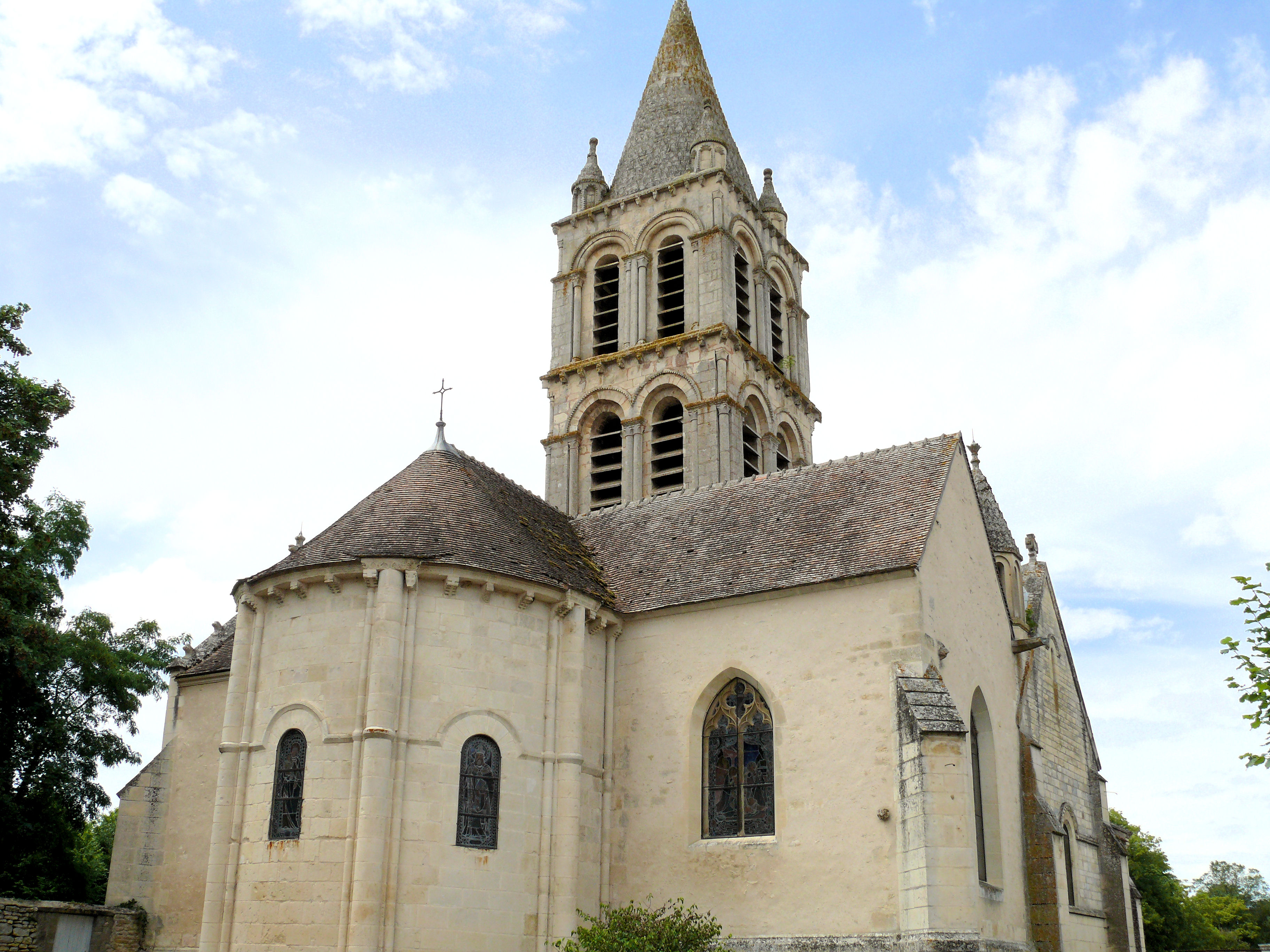
Le chevet de l'église Notre-Dame.

La paroisse est mentionnée au XIIIe siècle sous le nom de Charliaco, d'où le nom des habitants de Charly, les Charliacois.
La paroisse était alors sous le vocable de saint Symphorien et sa nomination dépendait de l'abbesse des Bénédictines de Limoges qui possédait le prieuré de Charly (église Notre-Dame, voir plus bas).
On ne trouve pas d'archives concernant le monastère avant 1485, à la mort de sa prieure Jacqueline de Blanchefort.
En 1626, la seigneurie de Charly qui appartenait aux seigneurs de Moulin-Porcher (à Charly), a été donnée aux religieuses. En 1793, les religieuses durent quitter leur monastère qui fut vendu comme bien national. L'église devint alors un temple ouvert à l'exercice de toutes les religions.
Le monastère qui était situé au sud de l'église et comportait cinq corps de bâtiments, avec cloître et chapelle, fut complètement détruit.
Longtemps, la pierre de Charly datant du Bathonien, apte à la sculpture, a été extraite de carrières souterraines.
Selon Robert Billiot, c'est ce nom de "Charly" qui a donné le nom de Charlet, correspondant à un quartier et à une rue de Bourges qui longe l'Yévrette. Sur cette rivière, aujourd'hui un petit filet d'eau, était transportée par bateau, bloc par bloc, la pierre de Charly.

## Politique et administration
| Période                                  | Période  | Identité            | Étiquette | Qualité                              |
| ---------------------------------------- | -------- | ------------------- | --------- | ------------------------------------ |
| Les données manquantes sont à compléter. |          |                     |           |                                      |
| mars 2001                                |          | Dominique Régnault  | DVD       | Agriculteur                          |
| mars 2014                                | en cours | Dominique Regnault, |           | Agriculteur sur moyenne exploitation |

## Démographie
L'évolution du nombre d'habitants est connue à travers les recensements de la population effectués dans la commune depuis 1793. Pour les communes de moins de 10 000 habitants, une enquête de recensement portant sur toute la population est réalisée tous les cinq ans, les populations de référence des années intermédiaires étant quant à elles estimées par interpolation ou extrapolation. Pour la commune, le premier recensement exhaustif entrant dans le cadre du nouveau dispositif a été réalisé en 2008.

En 2022, la commune comptait 235 habitants, en évolution de −6,37 % par rapport à 2016 (Cher : −2,48 %, France hors Mayotte : +2,11 %).
| 1793 | 1800 | 1806 | 1821 | 1831 | 1836 | 1841 | 1846 | 1851 |
| ---- | ---- | ---- | ---- | ---- | ---- | ---- | ---- | ---- |
| 617  | 598  | 634  | 634  | 885  | 810  | 776  | 848  | 847  |

| 1856 | 1861 | 1866 | 1872 | 1876 | 1881 | 1886 | 1891 | 1896 |
| ---- | ---- | ---- | ---- | ---- | ---- | ---- | ---- | ---- |
| 842  | 843  | 868  | 853  | 884  | 873  | 854  | 816  | 777  |

| 1901 | 1906 | 1911 | 1921 | 1926 | 1931 | 1936 | 1946 | 1954 |
| ---- | ---- | ---- | ---- | ---- | ---- | ---- | ---- | ---- |
| 745  | 714  | 639  | 512  | 486  | 478  | 443  | 445  | 432  |

| 1962 | 1968 | 1975 | 1982 | 1990 | 1999 | 2006 | 2008 | 2013 |
| ---- | ---- | ---- | ---- | ---- | ---- | ---- | ---- | ---- |
| 399  | 364  | 273  | 272  | 252  | 257  | 233  | 226  | 252  |

| 2018 | 2022 | - | - | - | - | - | - | - |
| ---- | ---- | - | - | - | - | - | - | - |
| 247  | 235  | - | - | - | - | - | - | - |

## Culture locale et patrimoine

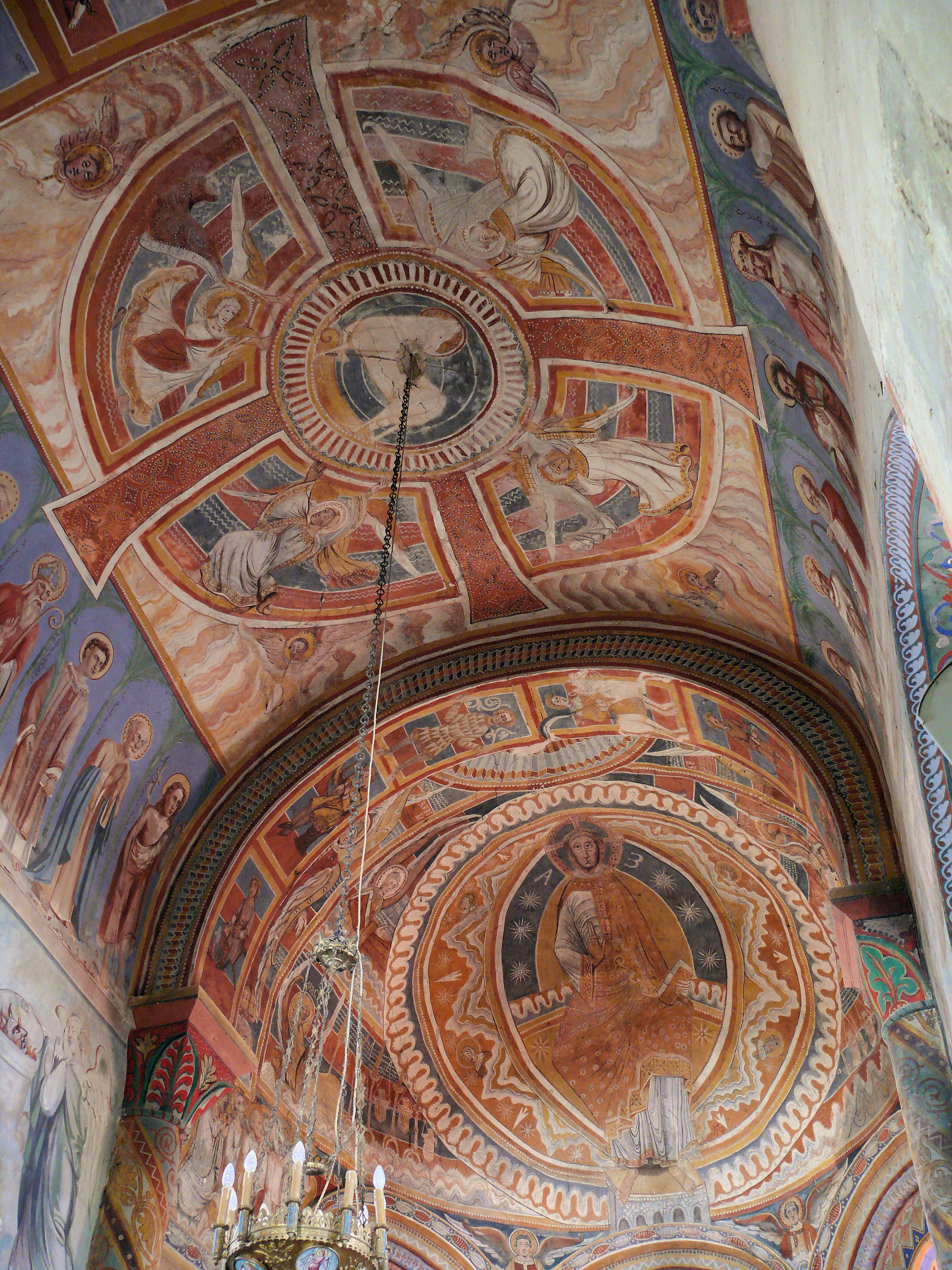
Les peintures murales du chœur de l'église.

### Lieux et monuments
Église Notre-Dame : XIIe siècle, XVe siècle, restauration 1854-1856.
L'église est sans doute bâtie au XIIe siècle sur l'emplacement d'un édifice plus ancien dont on a retrouvé les fondations sous le transept actuel. L'église est démolie après le départ des religieuses en 1793, il n'en reste alors que le chœur. Restituée en janvier 1800 au culte catholique, des réparations d'urgence sont effectuées en 1816. Les travaux de restauration ne commencent qu'en 1854 et durent jusqu'en 1868. La nef a été reconstruite en 1854 par les soins de Pierre Marie Lenoir, alors curé de la paroisse. Elle est consacrée à Notre-Dame à cette date.
Le chœur, l'abside en hémicycle et la tour centrale sont anciens. Deux chapelles latérales datent du XVIe siècle. À l'extérieur, le chevet et soutenu par des contreforts formés d'une colonne et de deux colonnettes dont les chapiteaux sont remplacés par un décrochement de la corniche. La tour du clocher central a été très restaurée.
Lors des travaux de restauration de l’église, le curé Lenoir fait disparaître des peintures semblables à celle de l’église de la commune voisine de Chalivoy-Milon. Totalement repeintes, ces fresques se présentent maintenant comme des témoignages du style des peintures murales du XIXe siècle. Sur les murs nord et sud du chœur, deux scènes sont ajoutées, copiées sur des fresques de l’église de Saint-Savin, à savoir Jésus-Christ accompagné des Évangélistes, et les 24 vieillards. Le  peintre restaurateur est un certain Henri Lescalier père, artiste-peintre de Bourges. La chapelle latérale droite, datant du XVe siècle est consacrée au Sacré-Cœur. Les vitraux ont été réalisés par les ateliers Lubin à Tours en 1863.
Les travaux de restauration du curé Lenoir passent des 500 francs initialement accordés par l’administration communale à 55 000 francs, dont un habitant de Charly, M. Chenu, décédé en 1866, a offert une partie par un legs.
L’église Notre-Dame-de-Charly est classée parmi les Monuments Historiques depuis 1862.

### Personnalités liées à la commune
Comme l'indiquent les registres paroissiaux, Notre-Dame de Charly est l'église du baptême de Mgr Jean-Marie Dubois, chancelier de l'archidiocèse de Paris et secrétaire du chapitre de Notre-Dame de Paris, et du mariage de ses parents, Jean-Philippe et Thérèse née Burgaud, résidant au château de Pierry.

### Association
En 2011, l'association La Charliacoise a fêté ses 20 ans de concerts à l'intérieur de l'église de Charly dans le cadre du Festival de Musique des églises romanes du Berry.